# RDNA 3
RDNA 3 és una microarquitectura de GPU dissenyada per AMD, llançada amb la sèrie Radeon RX 7000 el 13 de desembre de 2022. A més d'alimentar la sèrie RX 7000, RDNA 3 també apareix als SoC dissenyats per AMD per a les consoles Asus ROG Ally i Legion Go.

## Rerefons
El 9 de juny de 2022, AMD va celebrar el seu Dia de l'Analista Financer on va presentar un full de ruta de la GPU del client que incloïa una menció de RDNA 3 que arribarà el 2022 i RDNA 4 que arribarà el 2024. AMD va anunciar als inversors la seva intenció d'aconseguir un augment del rendiment per watt de més del 50% amb RDNA 3 i que la propera arquitectura es construiria utilitzant un paquet de chiplet en un procés de 5 nm.
Al final de l'esdeveniment de presentació de Ryzen 7000 d'AMD el 29 d'agost de 2022 es va incloure una vista prèvia de RDNA 3. La previsualització incloïa el joc RDNA 3 amb Lies of P, la CEO d'AMD, Lisa Su, confirmant que s'utilitzaria un disseny de chiplet i una mirada parcial al disseny de referència d'AMD per a una GPU RDNA 3.
Els detalls complets de l'arquitectura RDNA 3 es van donar a conèixer el 3 de novembre de 2022 en un esdeveniment a Las Vegas.

## Detalls arquitectònics

### Encapsulat de xiplets
Per primera vegada en una GPU de consum, RDNA 3 utilitza xiplets modulars. Anteriorment, AMD va tenir un gran èxit amb l'ús de chiplets als seus processadors d'escriptori Ryzen i servidors Epyc.
La decisió de passar a una microarquitectura de GPU basada en chiplets va ser liderada pel vicepresident sènior d'AMD, Sam Naffziger, que també havia liderat la iniciativa del chiplet amb Ryzen i Epyc. El desenvolupament de l'arquitectura de chiplet de RDNA 3 va començar a finals de 2017 amb Naffziger liderant l'equip de gràfics d'AMD en l'esforç.

### Daus de memòria cau (MCD)
Amb 2.050 milions de transistors respectius, cada Memory Cache Die (MCD) conté grans blocs de memòria cau L3 i dues interfícies físiques de memòria GDDR6 de 32 bits per a una interfície combinada de 64 bits per MCD. La Radeon RX 7900 XTX té un bus de memòria de 384 bits mitjançant l'ús de sis MCD, mentre que la RX 7900 XT té un bus de 320 bits a causa dels seus cinc MCD.

### Motor de mitjans
RDNA 3 és la primera arquitectura RDNA que té un motor multimèdia dedicat. Està integrat al GCD i es basa en el nucli de codificació i descodificació VCN 4.0. El codificador AMF AV1 d'AMD és comparable en qualitat al codificador NVENC AV1 de Nvidia, però pot gestionar un nombre més elevat de fluxos de codificació simultània en comparació amb el límit de 3 a la sèrie GeForce RTX 40.

Freqüències de fotogrames de codificació (FPS) admeses per resolució i format de codificació de vídeo
| Resolució | H.264 | H.265 | AV1 |
| --------- | ----- | ----- | --- |
| 1080p     |       |       |     |
| 1440p     |       |       |     |
| 4K        | 180   | 180   | 240 |
| 8K        | 48    | 48    | 60  |